# Maqsud Giray
Maqsud Giray (1720-1780) fou kan de Crimea (1767-1768). Era fill de Selâmet II Giray i va succeir a Arslan Giray quan va morir el maig de 1767. Els nogais i molts tàtars volien el nomenament de Bakht Giray, el fill de Qırım Giray, però la Porta va preferir a Maqsud (juny).
Maqsud va nomenar Bakht Giray com a khalgay i Mehmed Giray com a nureddin. Va rebre les insígnies a Shumna. L'enviat francès a la cort del kan, Baró de Tott, va deixar diverses notícies de l'època i diu que els tàtars estaven descontents, que el kan havia transferit la taxa sobre el gra (anomenada Ishetirach) que pagaven dues hordes (Yedisan i Jambulek), a Turquia; el kan feia també de serasker dels nogais de Budjak. En aquest temps Kaia Mirza era beg dels Shirin i era molt amic del kan, estant casat amb una princesa Giray.
La Porta planejava una guerra contra Rússia i volia un kan més guerrer a Crimea i el 1768 Maqsud fou deposat i en lloc seu fou nomenat per segona vegada Qırım Giray.
El 1771, després de la fugida de Crimea de Selim III Giray i l'ocupació del país pels russos (que van posar al tron a Sahib II Giray), la Porta va tardar una mica a nomenar kan; un partit donava suport a Bakht Girai, el fill de Qırım Giray, però el govern va optar finalment per nomenar Maqsud Giray, amb Bakht Giray com a khalgay i el seu germà Mehmed Giray com a nureddin (14 de novembre de 1771). El nou kan es va establir als quarters d'hivern otomans a Batatagh, mentre els russos controlaven Crimea i la península de Taman. Sembla que mai va posar els peus de manera efectiva a Crimea en aquest segon regnat. Per aquesta o altres causes el sultà va decidir deposar-lo el 1772 i fou desterrat a Samakov, i finalment es va retirar al seu patrimoni privat a Fündüklü.
Va morir el 1780.